# Jerzykowo (Węgorzewo)
Jerzykowo (deutsch Georgenau) ist ein Ort in der polnischen Woiwodschaft Ermland-Masuren, der zur Stadt- und Landgemeinde Węgorzewo (Angerburg) im Powiat Węgorzewski (Kreis Angerburg) gehört.

## Geographische Lage
Jerzykowo liegt westlich des Labab-Sees (polnisch Jezioro Łabap) im Nordosten der Woiwodschaft Ermland-Masuren. Die Kreisstadt Węgorzewo (Angerburg) liegt 14 Kilometer in nordöstlicher Richtung entfernt.

## Geschichte
Der bis zum 25. Juli 1861 Abbau Hintz genannte kleine Ort bestand vor 1945 im Wesentlichen lediglich aus einem großen Hof. Er war ein Wohnplatz der Gemeinde Rosengarten (polnisch Radzieje) im Kreis Angerburg im Regierungsbezirk Gumbinnen der preußischen Provinz Ostpreußen.
In Kriegsfolge kam Georgenau 1945 mit dem gesamten südlichen Ostpreußen zu Polen unter dem Namen „Jerzykowo“. Heute ist es eine Ortschaft im Verbund der Stadt- und Landgemeinde Węgorzewo im Powiat Węgorzewski, vor 1998 der Woiwodschaft Suwałki, seither der Woiwodschaft Ermland-Masuren zugehörig.

## Religionen
Georgenau war bis 1945 in die evangelische Kirche Rosengarten in der Kirchenprovinz Ostpreußen der Kirche der Altpreußischen Union und in die katholische Kirche Zum Guten Hirten in Angerburg im Bistum Ermland eingepfarrt.
Heute gehört Jerzykowo zur katholischen Pfarrei in Radzieje im Bistum Ełk (Lyck) der Römisch-katholischen Kirche in Polen bzw. zur evangelischen Kirchengemeinde in Węgorzewo, einer Filialgemeinde der Pfarrei in Giżycko (Lötzen) in der Diözese Masuren der Evangelisch-Augsburgischen Kirche in Polen.

## Verkehr
Jerzykowo ist über eine Nebenstraße erreichbar, die von Radzieje (Rosengarten) in den Uferort führt. Die nächste Bahnstation ist Radzieje an der allerdings nicht mehr regulär betriebenen Bahnstrecke Kętrzyn–Węgorzewo (Rastenburg–Angerburg).